# Андрес Амбюль
Андрес Амбюль (нім. Andres Ambühl; 14 вересня 1983, Давос, Швейцарія) — швейцарський хокеїст, нападник, який виступає за «Давос» в Національній лізі А з 2013 року.

## Ігрова кар'єра
Андрес Амбюль почав свою кар'єру в 2000 році в складі молодіжної команди ХК «Давос». У тому ж сезоні він дебютував в основному складі ХК «Давос». Рік по тому, він закинув першу свою шайбу в НЛА 11 вересня 2001 року в матчі проти ЦСК Лайонс.
У наступні роки Андрес перетворився на нападника захисного плану. У 2002, 2005, 2007 та 2009 роках у складі ХК «Давос» становився чемпіоном Швейцарії, а також разом з командою вигравав Кубок Шпенглера. На Кубку Шпенглера 2007 року Амбюль закинув вирішальну шайбу («Давос» переміг у фіналі збірну Канади 3:2).
Ще у грудні 2007 року Андрес продовжив контракт з ХК «Давос» на два роки. В травні 2009 року після дев'яти сезонів в Швейцарській НЛА, Амбюль укладає контракт з Нью-Йорк Рейнджерс. Сезон він провів у фарм-клубі «Рейнджерс» «Гартфорд Вулф Пек» в Американській хокейній лізі — 64 матчі, 14 очок (8 + 6).
16 квітня 2010 Андрес повертається до Швейцарії і підписує трирічний контракт з клубом НЛА ЦСК Лайонс. У 2012 році стає чемпіоном Швейцарії у складі «Лайонс».
28 грудня 2012 Андрес Амбюль повернувся у своє рідне місто Давос та клуб.

## На рівні збірних
Свій перший матч за збірну Швейцарії Андрес зіграв на чемпіонаті світу U-18 в 2001 році. У наступні два роки він грав за молодіжну збірну Швейцарії на чемпіонатах світу у 2002 та 2003 роках. З 2004 року він регулярно виступає в складі національної збірної. З того часу він постійно виступає на чемпіонатах світу (2004, 2005, 2006, 2007, 2008, 2009, 2010, 2011 і 2012) в складі збірної. Амбюхл брав участь в кваліфікаційному Олімпійському турнірі у 2005 році, а також на Зимових Олімпійських іграх 2006 року в Турині та 2010 року в Ванкувері.
На чемпіонаті світу в 2013 році в Стокгольмі та Гельсінкі, він у складі національної збірної завоював срібну медаль.

## Нагороди та досягнення
- Срібний медаліст чемпіонату світу U-18 — 2001.
- Чемпіон Швейцарії у складі ХК «Давос» (5) — 2002, 2005, 2007, 2009, 2015.
- Переможець Кубка Шпенглера у складі ХК «Давос» (3) — 2004, 2006, 2023.
- В команді усіх зірок Кубка Шпенглера 2008 у складі ХК «Давос» — 2008.
- Чемпіон Швейцарії у складі ЦСК Лайонс (1) — 2012.
- Срібний медаліст чемпіонату світу — 2013.